# Challenge Bell 2010
Challenge Bell 2010 — тенісний турнір, що проходив на закритих кортах з килимовим покриттям. Це був 18-й за ліком Challenge Bell. Належав до турнірів International в рамках Туру WTA 2010. Відбувся в PEPS de l'Université Laval у Квебеку (Канада). Тривав з 13 до 19 вересня 2010 року.

## Учасниці

### Сіяні учасниці
| Країна    | Гравчиня         | Рейтинг1 | Сіяна |
| --------- | ---------------- | -------- | ----- |
| Франція   | Маріон Бартолі   | 14       | 1     |
| Франція   | Араван Резаї     | 20       | 2     |
| Чехія     | Луціє Шафарова   | 28       | 3     |
| Чехія     | Барбора Стрицова | 39       | 4     |
| США       | Мелані Уден      | 43       | 5     |
| Німеччина | Юлія Гергес      | 44       | 6     |
| Білорусь  | Ольга Говорцова  | 49       | 7     |
| Швеція    | Софія Арвідссон  | 55       | 8     |

- 1 Рейтинг подано станом на 30 серпня 2010

### Інші учасниці
Нижче наведено учасниць, які отримали вайлдкард на участь в основній сітці:
- Гейді Ель Табах
- Ребекка Маріно
- Валері Тетро

Учасниця, що потрапила в основну сітку завдяки захищеному рейтингові:
- Марина Еракович

Нижче наведено гравчинь, які пробились в основну сітку через стадію кваліфікації:
- Ірина Фалконі
- Стефані Форец Гакон
- Алекса Ґлетч
- Таміра Пашек

## Переможниці та фіналістки

### Одиночний розряд
Таміра Пашек —  Бетані Маттек-Сендс, 7–6(8–6), 2–6, 7–5

### Парний розряд
Софія Арвідссон /  Юганна Ларссон —  Бетані Маттек-Сендс /  Барбора Стрицова, 6–1, 2–6, [10–6]